# 紀嘉良
紀嘉良（Leslie Kee，1971年4月5日—），出生于新加坡，是一位華裔時尚攝影師。

## 生平
1971年出生於新加坡，1993年前往日本東京，並在1997年畢業於東京視覺藝術學校（Tokyo School of Visual Arts）。隨後在1998年移居日本。

## 爭議
在2013年日本東京畫廊舉辦展覽，因「販售露鳥寫真集」，警方依猥褻罪嫌逮捕紀嘉良。

## 私生活
2017年12月在廣島縣舉辦的「OUT IN JAPAN」攝影會上認識了在日美國人，同時也是英語教師的男模特兒Joshua Vincent Ogg。兩人後來在2019年6月25日舉辦了婚禮，並在同年9月23日於澀谷區取得同性伴侶關係證明書。